# Village perché

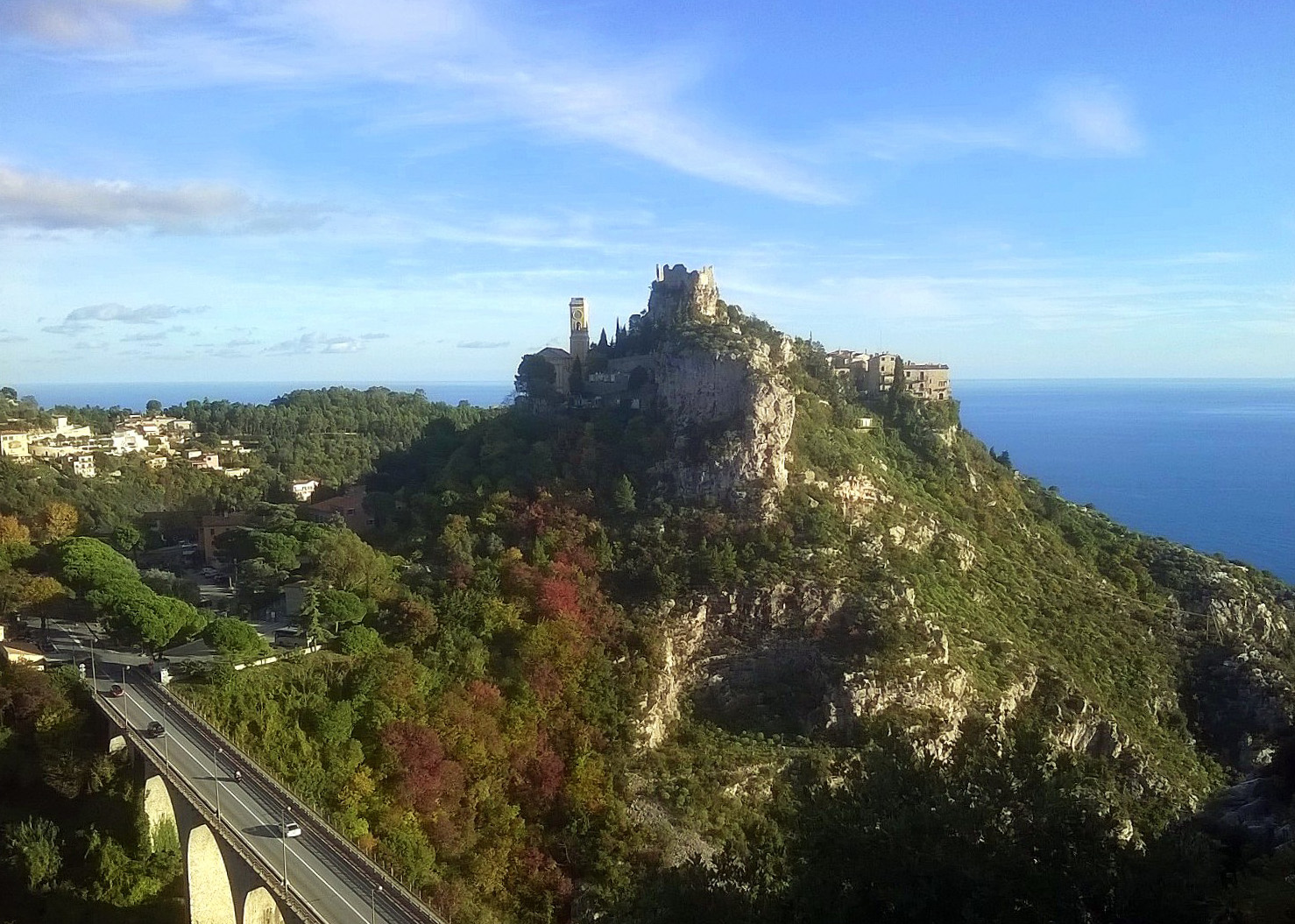
Èze-Village, Alpes-Maritimes.

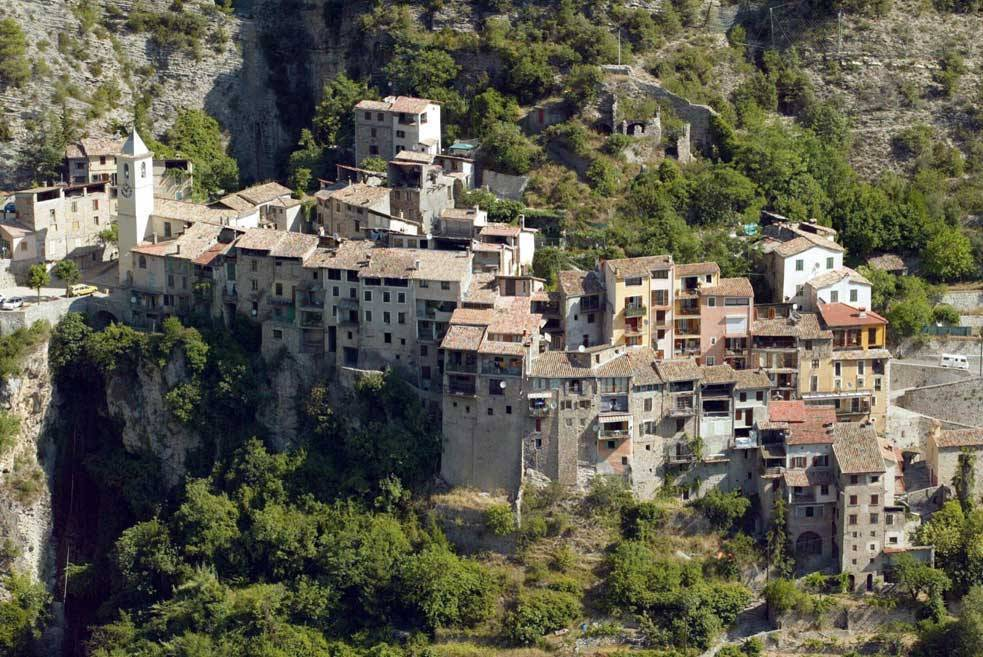
Touët-sur-Var, Alpes-Maritimes.

Un village perché est un village situé au sommet d'un relief. Naturellement difficiles d'accès, souvent pourvus de remparts, les villages perchés sont pour la plupart des villages fortifiés datant du Moyen Âge. Beaucoup sont situés dans le Sud-Est de la France dans l'actuelle région Provence-Alpes-Côte d'Azur : on en dénombre 36 dans le Val-de-Drôme et 120 dans le Vaucluse.

## Habitat perché

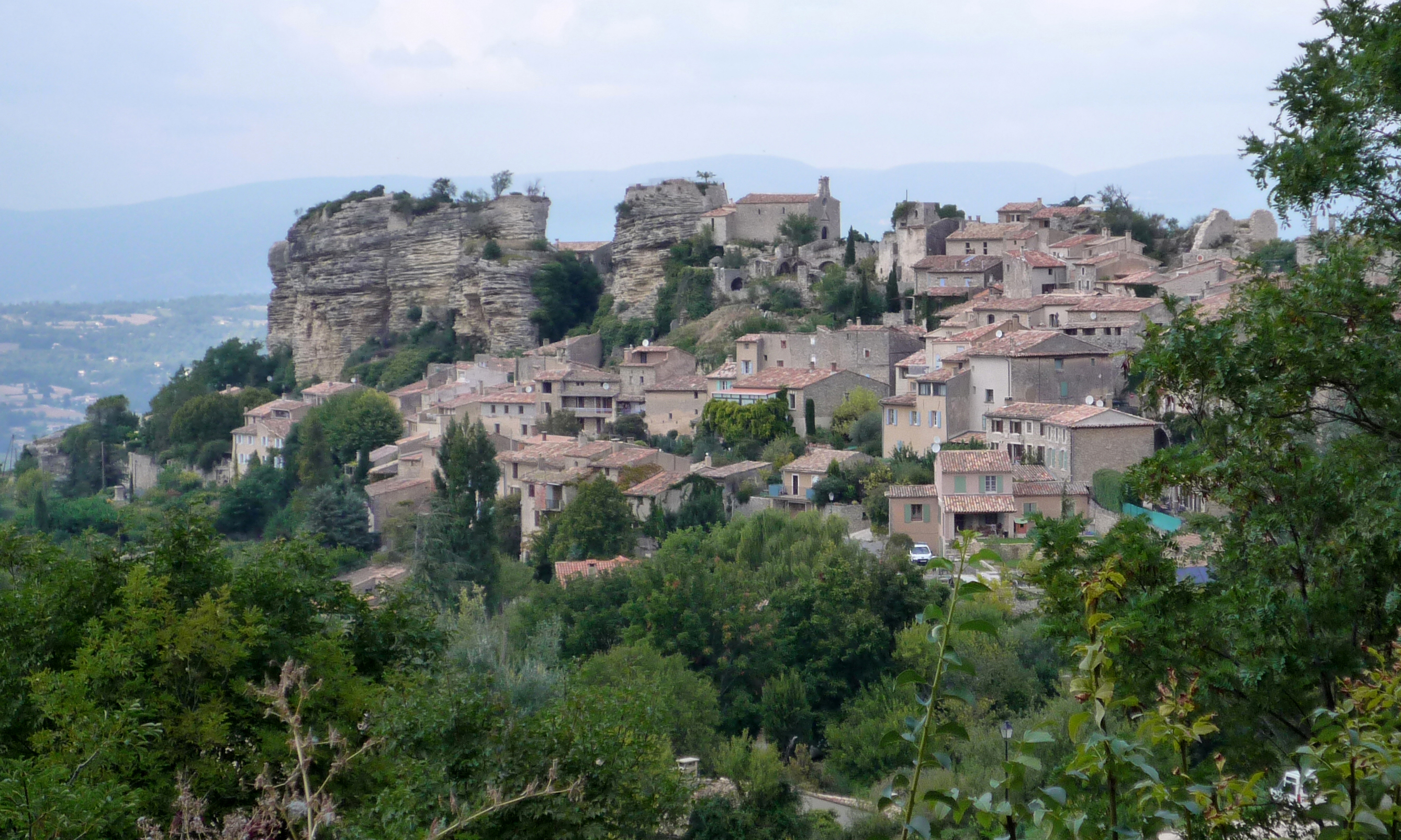
Saignon, Vaucluse.

Ce type d'habitat est considéré comme typiquement provençal, il est surtout typiquement méditerranéen. Ces villages sis sur leur « acropole rocheuse », qui ont gardé leur aspect médiéval, forment par l'orientation des façades de leurs maisons - vers la vallée ou la voie de communication - un véritable front de fortification.
L'historien et archéologie Fernand Benoit souligne leur origine quelquefois préhistorique, en signalant que Cicéron, à propos des Ligures qui peuplaient la région, les dénomme castellani, c'est-à-dire habitants des castellas (Brutus, LXXIII, 256).

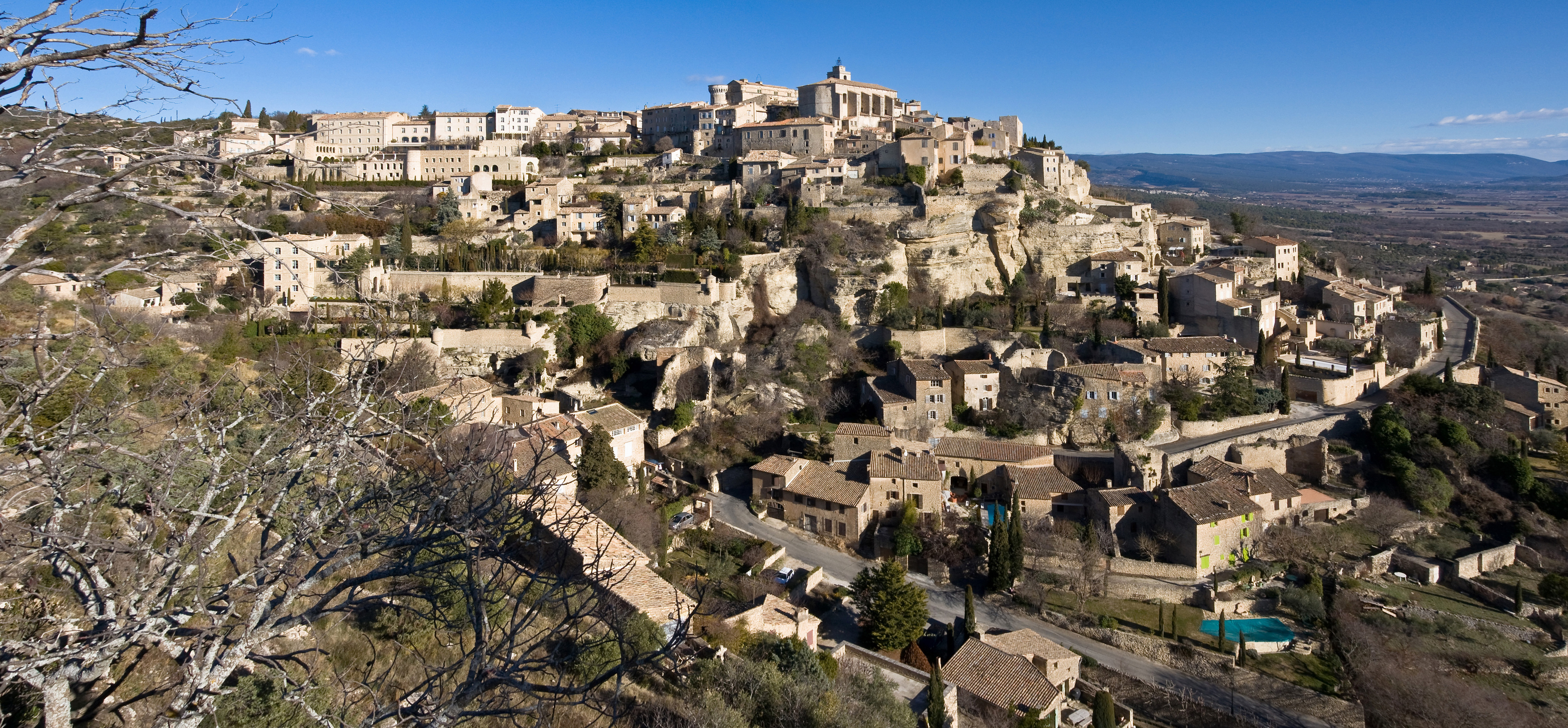
Gordes, Vaucluse.

Ces villages perchés se trouvent essentiellement dans les zones collinaires, dont le terroir est pauvre en alluvions et où l'eau est rare. Ce qui est le cas général en Provence, sauf dans la basse vallée du Rhône et dans celle de la Durance, où les terres alluvionnaires abondent et surtout où l'eau est facilement accessible pour chaque propriété grâce à un puits creusé dans la cour de la maison. 
De plus, ce groupement en communauté refermée sur elle-même correspond à des régions de petites propriétés, où les seules terres fertiles se situent au fond de quelques vallons, et ce regroupement a facilité l'existence d'un artisanat rural indispensable aux villageois (charron, forgeron, etc.). A contrario, l'habitat dispersé implique de grands domaines qui tendent à vivre en autarcie. D'où la « loi » émise par Fernand Benoit : « La misère groupe l'habitat, l'aisance le disperse ».

## Type de maison

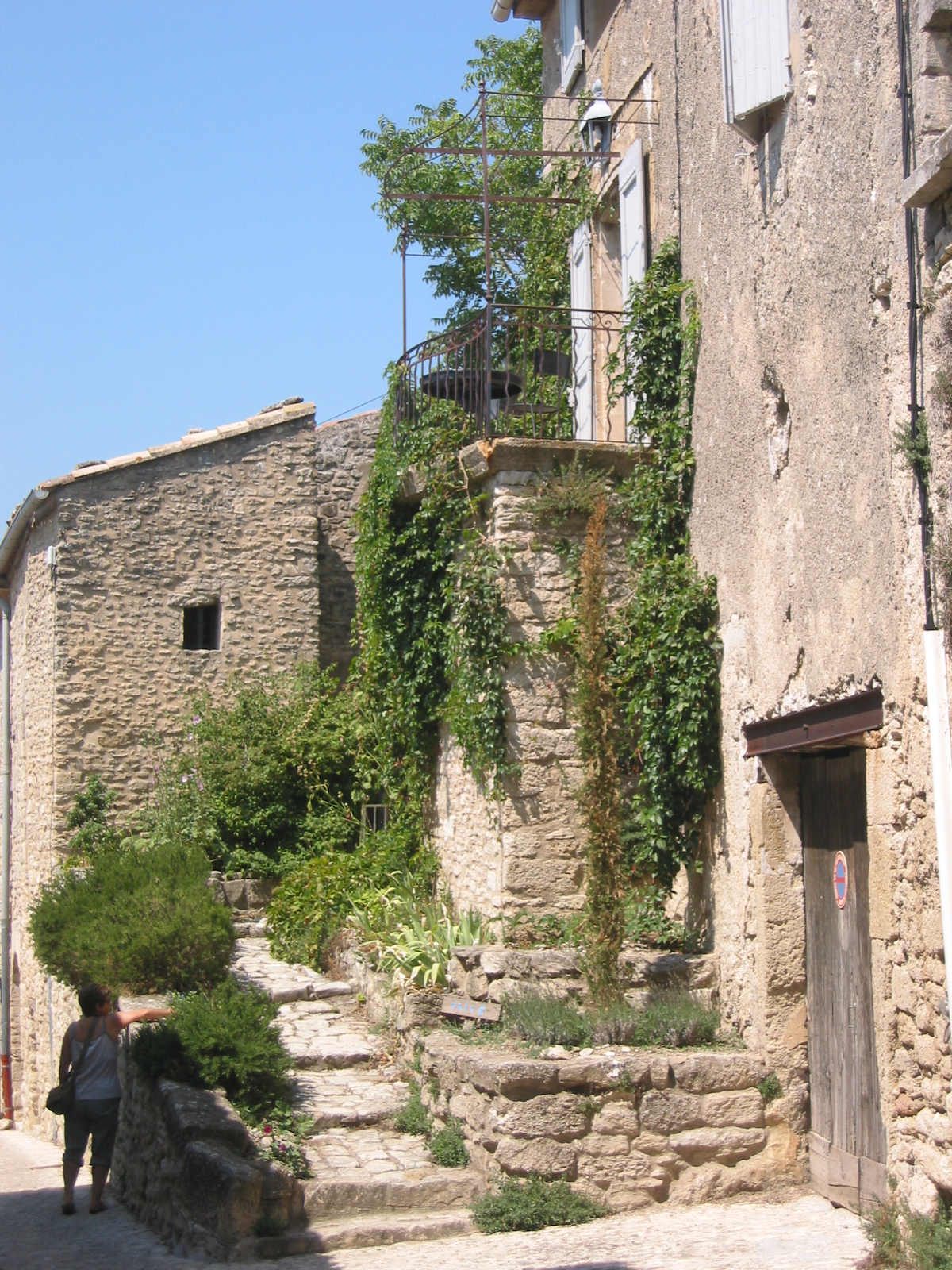
Maison en hauteur dans Bonnieux, Vaucluse.

Il y a un type d'habitat spécifique lié au village perché. C'est la maison en hauteur. Fernand Benoit explique que « son originalité consiste à placer les bêtes en bas, les hommes au-dessus ». Effectivement ce type d'habitation, qui se retrouve essentiellement dans un village, superpose sous un même toit, suivant une tradition méditerranéenne, le logement des humains à celui des bêtes. La maison en hauteur se subdivise en une étable-remise au rez-de-chaussée, un logement sur un ou deux étages, un grenier dans les combles. Elle était le type de maison réservée aux paysans villageois qui n'avaient que peu de bétail à loger, étant impossible dans un local aussi exigu de faire tenir des chevaux et un attelage.
Elle se retrouve aujourd'hui dans nombre de massifs montagneux de la Provence occidentale, notamment dans les vallées alpines de la Bléone et du Haut Verdon, et vers la montagne de Lure, où elle est courante à Banon, Cruis, Saint-Étienne-les-Orgues et Sigonce. 
Ces maisons datent pour la plupart du XVIe siècle, période où les guerres de religion imposèrent de se retrancher derrière les fortifications du village. Celles-ci finies, il y eut un mouvement de sortie pour établir dans la périphérie de l'agglomération des « maisons à terre », plus aptes à recevoir des bâtiments annexes. 

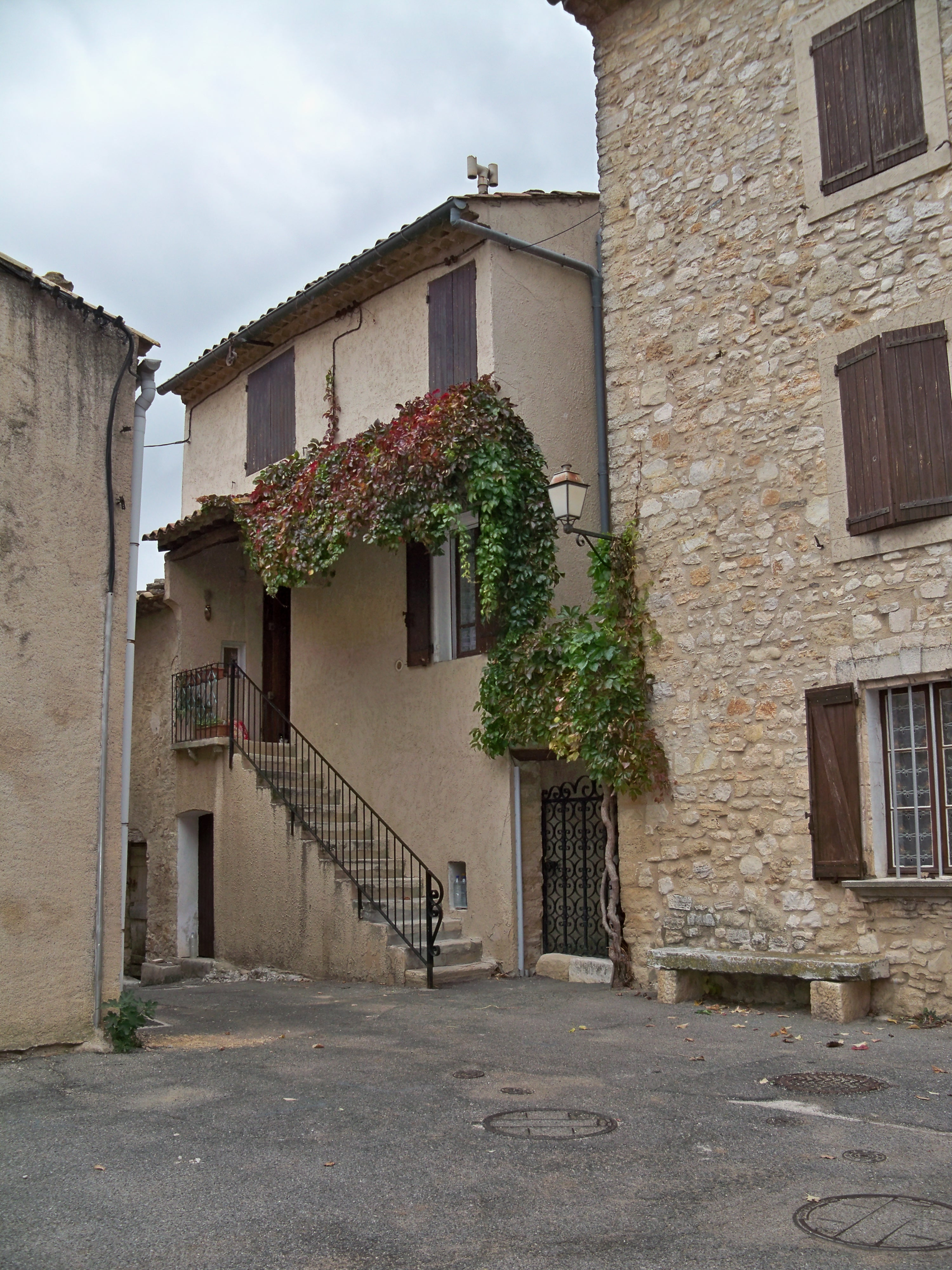
Maison en hauteur à Caseneuve, dite la maison de Meuneu, avec son pontin, ses écuries et sa poulie pour monter le foin au grenier.

En effet, ce type d'habitation, regroupant gens et bêtes dans un village, ne pouvait que rester figé, toute extension lui étant interdite sauf en hauteur. Leur architecture est donc caractéristique : une façade étroite à une ou deux fenêtres, et une élévation ne pouvant dépasser quatre à cinq étages, grenier compris avec sa poulie extérieure pour hisser le fourrage. Actuellement, les seules transformations possibles - ces maisons ayant perdu leur statut agricole - sont d'installer un garage au rez-de-chaussée et de créer de nouvelles chambres au grenier. Pour celles qui ont été restaurées avec goût, on accède toujours à l'étage d'habitation par un escalier accolé à la façade.
La présence de terrasse ou balcon était une constante. La terrasse servait, en priorité, au séchage des fruits et légumes suspendus à un fil de fer. Elle était appelée trihard quand elle accueillait une treille qui recouvrait une pergola rustique. Quand elle formait loggia, des colonnettes soutenant un auvent recouvert de tuiles, elle était nommée galarié ou souleriè.

## Galerie

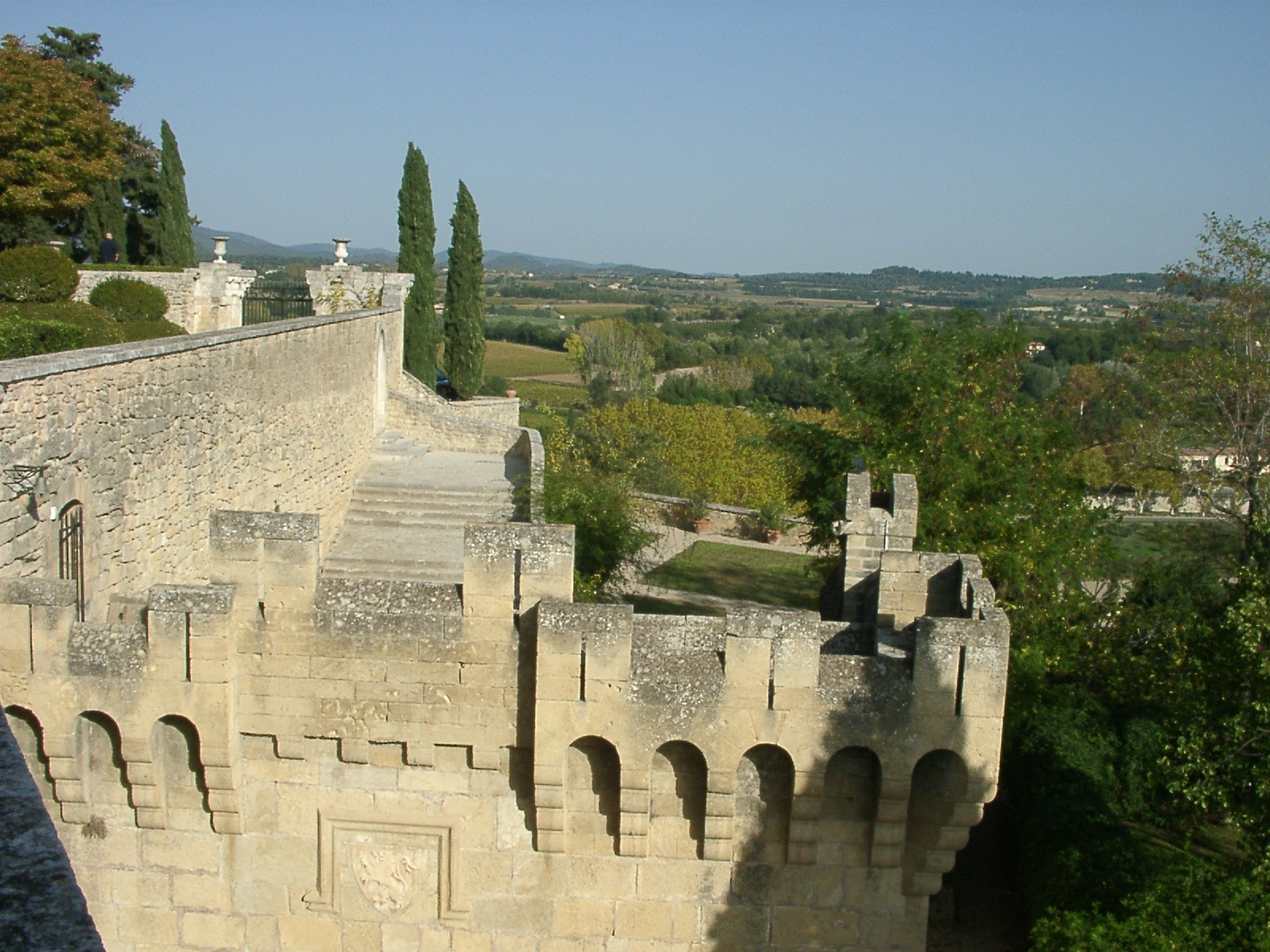
Ansouis.
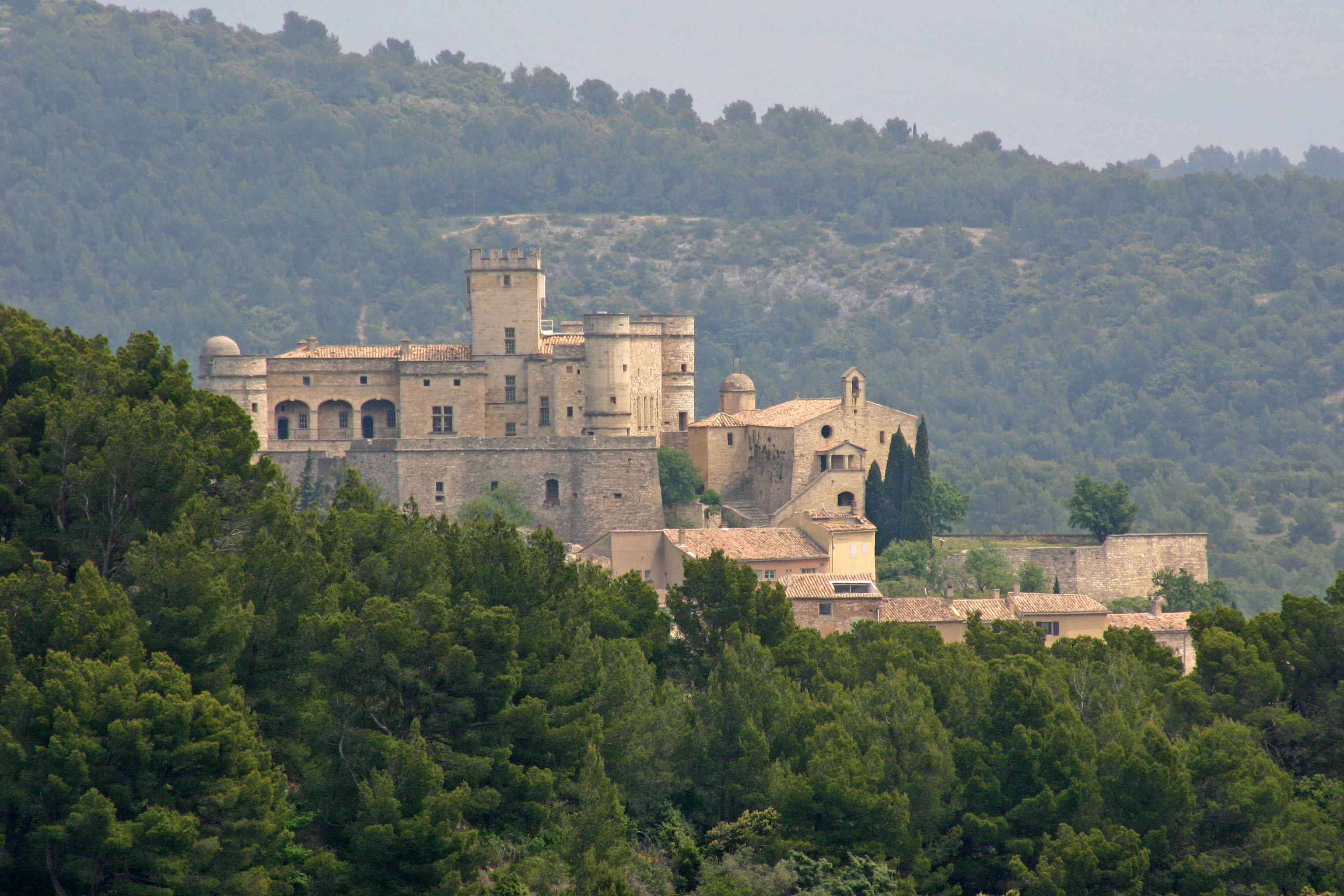
Le Barroux.
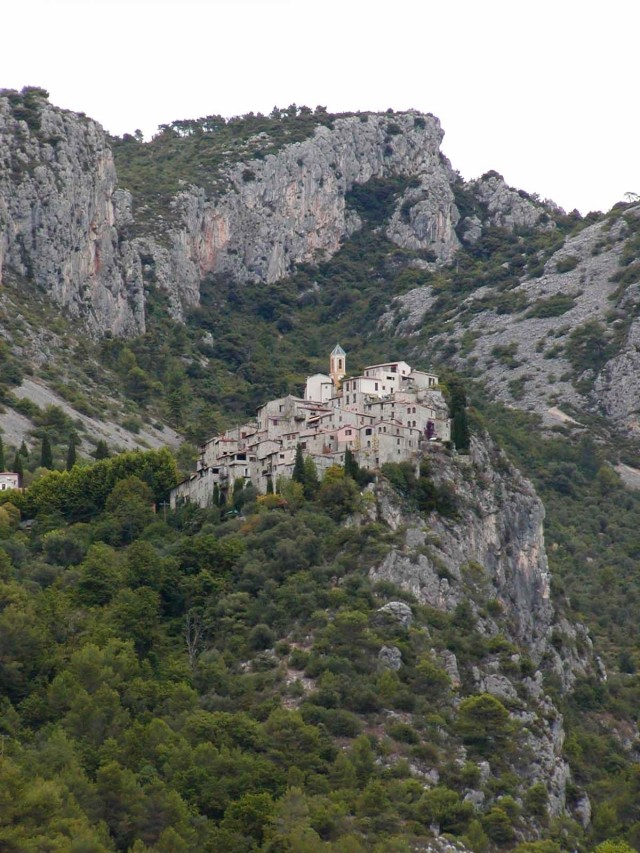
Peillon.
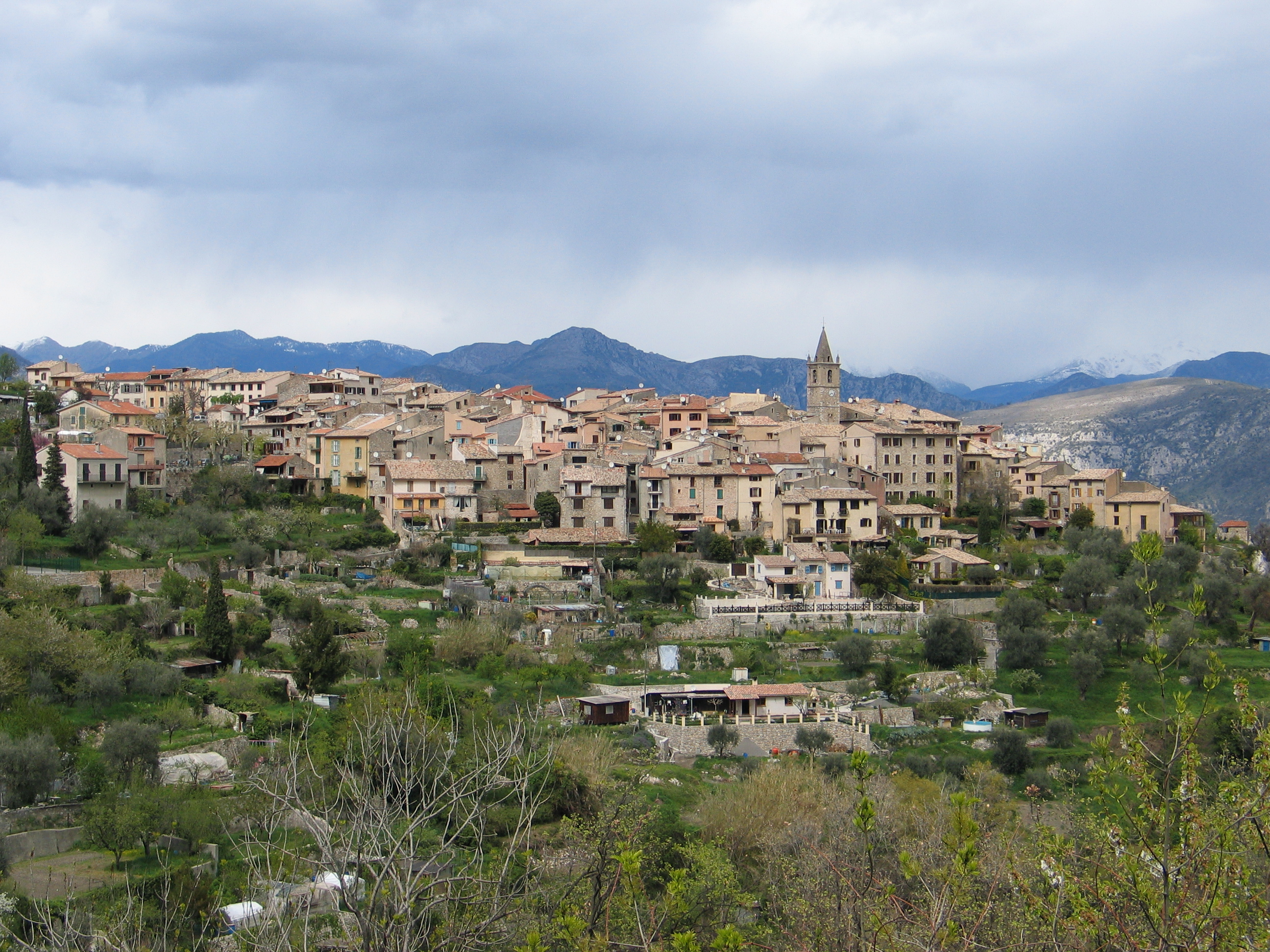
Le Broc.
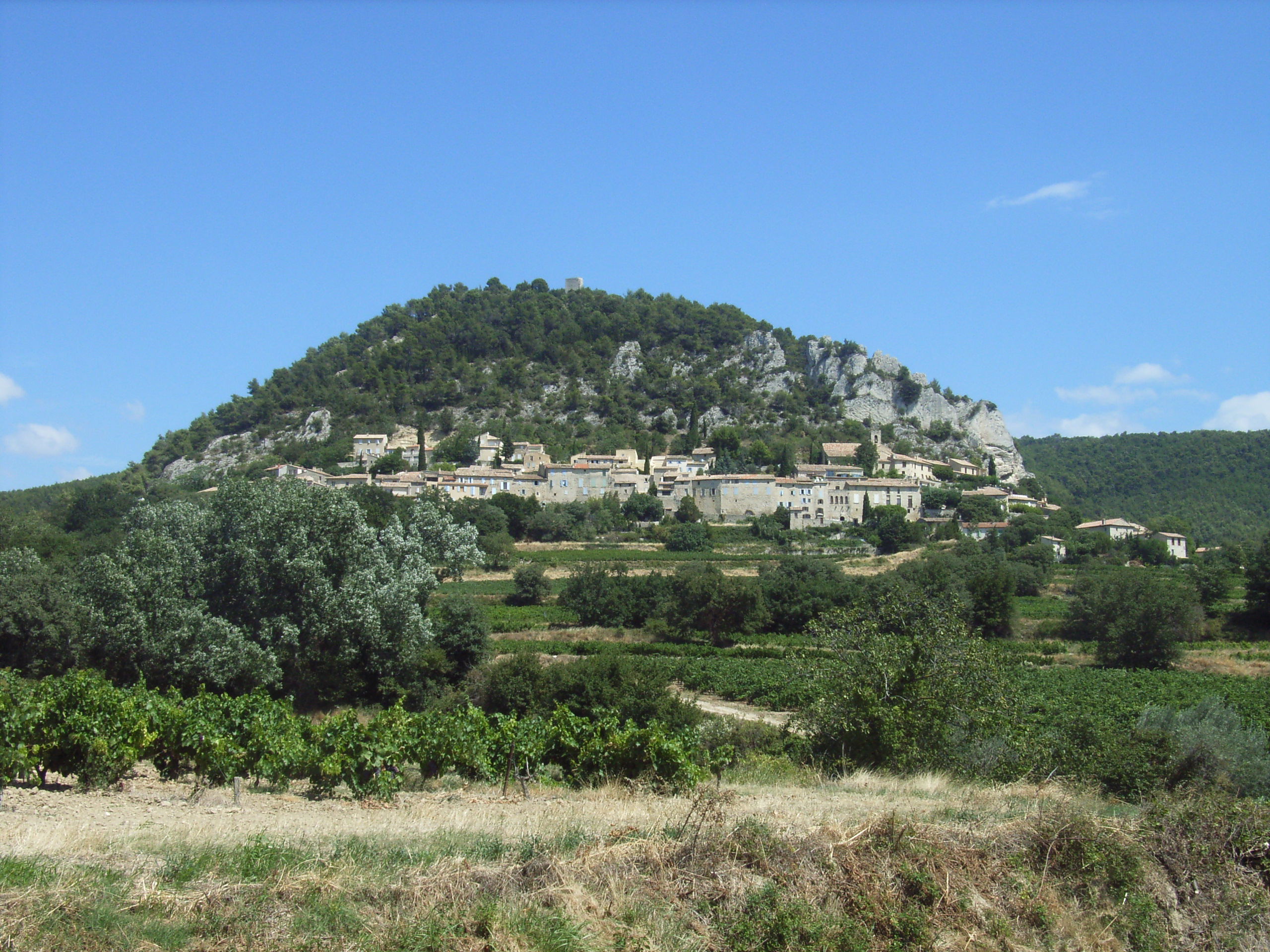
Séguret.